# مصرف المستشار الإسلامي للاستثمار والتمويل
مصرف المستشار الإسلامي للاستثمار والتمويل مصرف عراقي أهلي أُسس عام 2018، يبلغ رأس المال للمصرف 150 مليار دينار.